# ناس من طرفنا (مسلسل)
ناس من طرفنا هو مسلسل عراقي عرض في عام 1985.

## الممثلون
- فؤاد شهيد
- فاطمة الربيعي
- أمل طه
- عواطف نعيم